# Canton des Avirons
Le canton des Avirons est un ancien canton de l'île de La Réunion, département d'outre-mer français de l'océan Indien. Il correspondait exactement à la commune des Avirons.

## Histoire
| Période                                                    | Période | Identité         | Étiquette      | Qualité |
| ---------------------------------------------------------- | ------- | ---------------- | -------------- | --- |
| Les données antérieures à 1955 ne sont pas encore connues. |         |                  |                | |
| 1955                                                       | 1961    | Adrien Cadet     | Rad.           | Maire des Avirons (1945-1961) Vice-président du conseil général                                                           |
| 1962                                                       | 1985    | Henri Fort       | UDR puis RPR   | Agriculteur Maire des Avirons (1962-1983)                                                                                 |
| 1985                                                       | 1992    | Joseph Lacaille  | RPR            | Retraité de l'enseignement Maire des Avirons (1983-1987) Vice-président du conseil général                                |
| 1992                                                       | 2015    | Michel Dennemont | DVD puis MoDem | Infirmier libéral Maire des Avirons (1987-2017) Suppléant du député André Thien Ah Koon Vice-président du conseil général |